# Mežotne

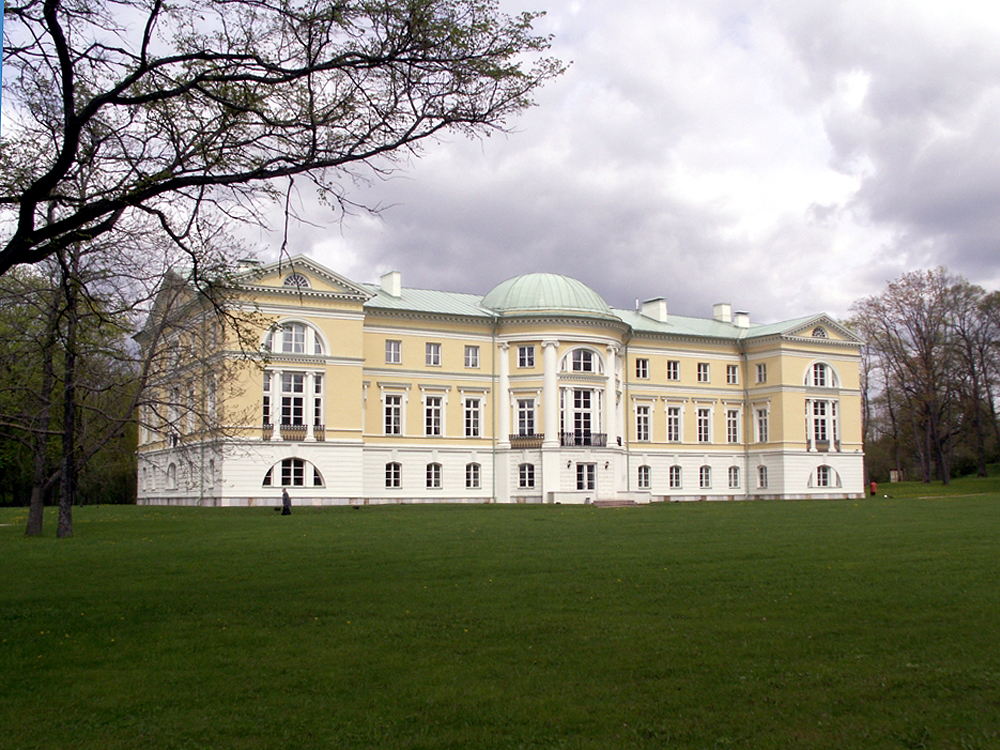
Pałac w Mežotne

Mežotne (hist. niem. Mesothen) – miasto historyczne na Łotwie położone w odległości ok. 10 km na zachód od Bauska
i ok. 40 km na południe od stolicy kraju Rygi na obszarze dawnej Semigalii na lewym brzegu rzeki Lelupy niedaleko granicy z Litwą.
Już w końcu X wieku wzniesiono zamek na dwóch pagórkach nad brzegiem Lelupy. Miejscowość pojawia się jako „Medsuna“ na arabskiej mapie z roku 1154. W roku 1220 zamek zajęty przez zbuntowanych Semigalczyków  został oblężony i zdobyty przez zakon kawalerów mieczowych. W latach 1225–1251 był siedzibą nowo ustanowionego biskupstwa. Po klęsce w roku 1236 w bitwie pod Szawlami zakon kawalerów mieczowych połączył się z zakonem krzyżackim i Mežotne dostało się pod władzę krzyżaków.
Ostatni mistrz krajowy inflanckiej gałęzi zakonu krzyżackiego Gotthard Kettler oddał obszar w roku 1561 jako świeckie księstwo Kurlandia i Semigalii pod polskie lenno. 
Po wymarciu dynastii Kettlerów 1737 władzę objął Ernest Jan Biron, a miasto dostało się po trzecim rozbiorze Polski pod władzę Rosji. 
W latach 1921–1940 Mežotne należało do Republiki Łotewskiej, 1940-1990 do Związku Radzieckiego, a następnie do wolnej Łotwy.

## Zabytki
Pałac wzniesiony w latach 1797-1802 według projektu architekta Giacomo Quarenghiego dla Amalii Charlotty von Lieven, guwernantki Aleksandra i Konstantego, synów cara Pawła I. Katarzyna II Wielka, matka Pawła I darowała teren pod budowę i pokryła koszty budowy z wdzięczności za opiekę nad wnukami.
Rodzina Niemców bałtyckich Lievenów zajmowała pałac do roku 1921, kiedy to została wywłaszczona w ramach reformy rolnej. Obecnie wyremontowany w latach 1958-1996 pałac służy rządowi Łotwy do celów reprezentacyjnych, częściowo jako hotel.